# Pseudoscolia desertica
Pseudoscolia desertica (лат.) — вид песочных ос рода Pseudoscolia из подсемейства Philanthinae (триба Pseudoscoliini). Встречается в Узбекистане.

## Распространение
Узбекистан (40 км СЗ Джингильды).

## Описание
Мелкие осы, длина тела около 7 см. Тело в основном рыжее. Отличаются следующими признаками: лицо широкое, внутренние края глаз почти параллельные, наличник с рядом из 4 зубцов на переднем крае. Сходен с Pseudoscolia corporica (4—5 мм) из Туркменистана, но отличается от него более крупными размерами и опушенным наличником (у P. corporica наличник голый). Биология не изучена, предположительно, как и близкие виды гнездятся в земле и в качестве добычи ловят пчёл.

## Систематика
Вид был впервые описан в 2004 году казахстанским энтомологом Владимиром Казенасом (Институт зоологии и генофонда животных НАН Казахстана, Алма-Ата) по типовому материалу из Узбекистана. Относится к роду Pseudoscolia из трибы Pseudoscoliini.